# Gamaliel (Kentucky)
Gamaliel es una ciudad ubicada en el condado de Monroe en el estado estadounidense de Kentucky. En el Censo de 2010 tenía una población de 376 habitantes y una densidad poblacional de 254,69 personas por km².

## Geografía
Gamaliel se encuentra ubicada en las coordenadas 36°38′29″N 85°47′43″O / 36.64139, -85.79528. Según la Oficina del Censo de los Estados Unidos, Gamaliel tiene una superficie total de 1.48 km², de la cual 1.47 km² corresponden a tierra firme y (0.7%) 0.01 km² es agua.

## Demografía
Según el censo de 2010, había 376 personas residiendo en Gamaliel. La densidad de población era de 254,69 hab./km². De los 376 habitantes, Gamaliel estaba compuesto por el 93.62% blancos, el 1.33% eran afroamericanos, el 0% eran amerindios, el 0% eran asiáticos, el 0% eran isleños del Pacífico, el 3.72% eran de otras razas y el 1.33% pertenecían a dos o más razas. Del total de la población el 6.91% eran hispanos o latinos de cualquier raza.